# زلزال أرزنجان 1939
زلزال أرزنجان عام 1939 هو زلزال ضرب شرق تركيا في يوم 27 ديسمبر الساعة 1:57:23 صباحًا بالتوقيت المحلي. بلغت قوة الزلزال 7.8 درجة على مقياس ريختر، وهو ثاني أقوى زلزال ضرب تركيا بعد زلزال شمال الأناضول 1668 [الإنجليزية]، ويوازي في قوته زلزال غازي عنتاب 2023. كان ذلك الزلزال من أعنف الهزات المتتابعة التي أثرت على طول فالق شمال الأناضول بين عامي 1939 و1999. حدث تصدع مع إزاحة أفقية تصل إلى 3.7 متر في مسافة قدرها 360 مترًا على امتداد فالق شمال الأناضول.
كان هذا الزلزال هو أخطر كارثة طبيعية في تركيا في القرن العشرين حيث تسبب في وفاة 32,968 شخصًا وإصابة حوالي 100 ألف شخص.

## خلفية
فالق شمال الأناضول هو فالق تحويلي رئيسي حيث تنزلق الصفيحة الأوراسية عكس الصفيحة الأناضولية. يمتد الفالق لمسافة قدرها 1600 كم من شرق تركيا إلى بحر مرمرة. كان فالق شمال الأناضول ولا يزال نشطًا جدًا حيث دُمرت أرزنجان إحدى عشرة مرة منذ عام 1000 للميلاد. في الفترة بين عامي 1942 و1967 حدثت ستة زلازل كبيرة بلغت شدة ثلاثة منهم أكثر من 7 على مقياس ريختر.

## حدوث الزلزال
وُجد مركز الزلزال السطحي بالقرب من مدينة أرزنجان، وامتدت التصدعات الزلزالية حوالي 400 كم غربًا. لا تزال التصدعات السطحية ظاهرة إلى يومنا هذا.

## الأضرار
بلغ عدد المباني المتضررة من هذا الزلزال إلى 116720 مبنى، وكانت هناك صعوبة في إيصال المساعدات إلى المناطق المتضررة؛ نظرًا لوجود فصل الشتاء.
كان عدد القتلى في البداية حوالي 8000. في اليوم التالي ارتفع إلى 20 ألفًا، وفي هذا اليوم انخفضت درجة الحرارة إلى -30° س. بدأت عملية إنقاذ طارئة، وبحلول 5 يناير مات ما يقرب من 33 ألفًا بسبب الزلزال ودرجات الحرارة المنخفضة وظروف العواصف الثلجية والفيضانات.

## ما بعد الكارثة
أدى الدمار الكامل إلى اعتماد تركيا للوائح البناء الزلزالية. كانت الأضرار التي لحقت بأرزنجان كبيرة للغاية لدرجة أن موقعها القديم صار مهجورًا، وأُنشئت مستوطنة جديدة في الشمال قليلًا.